# 통킹 원정
통킹 원정(프랑스어: Tonkin Campaign)은 1883년 6월부터 1886년 4월까지 프랑스와 다양하게 얽혀있는 베트남, 유영복의 흑기군과 청나라 광서군과 운남군 사이에 통킹(베트남 북부)을 점령하고, 프랑스 보호령을 공고히 하기 위해 벌어진 무력 충돌이다. 이 원정은 1884년 8월 청불 전쟁의 발발로 복잡해졌으며, 1885년 7월에는 안남에서 근왕 운동을 하는 민족주의자들의 봉기로 혼란의 극으로 치달았다. 결국, 프랑스는 더 많은 병력을 투입해야 했다. 이 원정은 통킹 원정군에 의해 수행되었으며, 통킹 선단이 그들을 지원했다. 이 원정은 점령 사단으로 원정대의 규모가 축소된 1886년 4월에 공식적으로 끝이 났지만, 통킹은 1896년까지 제대로 진정되지 못했다.

## 하노이와 남딘(1883년 6월 ~7월)
프란시스 가르니에가 통킹을 정복하는데 실패한 9년 후, 프랑스와 베트남 군대는 1882년 4월 25일 앙리 리비에르 사령관이 통킹에서 소규모 해군 보병 병력으로 하노이 성을 점령하면서 충돌했다.
몇 개월이 지난 1883년 2월에 프랑스에서 증원된 프랑스군이 리비에르로 하여금 남딘성(1883년 3월 27일)을 점령하기 위한 작전을 시작하게 했다. 남딘 점령은 프랑스에게는 전략적으로 해로 확보를 위해서는 필수적이었다.
리비에르가 군대의 대부분을 남겨둔 남딘에서 자리를 비웠을 때, 대대장 베르트 드 빌레르가 프랑스 초소에 기습을 해 온 호앙께비엠 왕자가 이끄는 베트남 군을 ‘자꾸엇-자럼 전투’에서 물리쳤다. (1883년 3월 27일~28일)
이러한 초기 군사 행동은 통킹 원정의 일부로 간주되지는 않는다. 1883년 5월 19일, ‘꺼우저이 전투’에서 유영복의 흑기군에게 패배해서 전사했고, 프랑스 정부는 리비에르의 죽음을 복수하기 위해 1883년 6월에 증원군을 파병하기로 결정한다. 이 시점을 전통적인 원정의 시작으로 간주하는 것이다. 이 증원군은 통킹 원정 여단으로 조직되었고, 여단장 알렉상드르 외젠 부에(Alexandre-Eugène Bouët, 1833-87)의 휘하에 배치되었다. 부에는 프랑스 식민지 코친차이나에서 가용할 수 있는 최고위급 해병대 보병 장교였던 것이다.
부에가 도착한 1883년 6월 초 통킹에서 프랑스의 처지는 매우 위태로웠다. 프랑스는 하노이, 하이퐁, 남딘에서 작은 성채만을 보유하고 있었으며, 안남에 있는 혼가이와 꾸이년은 고립된 요새였고, 유영복의 흑기군과 호앙께비엠 왕자의 베트남군에 대한 즉각적인 공격은 전망할 수도 없었다. 부에가 취한 최초의 조치는 꾸이년과 혼가이의 고립 프랑스 수비대를 철수시키는 것이었다. 그는 또한 계륵인 남딘을 포기할 수 있는 권한을 부여받았지만, 세 개의 주요 프랑스 요새는 모두 방어하기로 결정했다. 6월에 프랑스군은 방어군을 뒤에서 파고들어, 하노이와 남딘에 대한 적극성이 결여된 베트남의 양동작전을 물리쳤다.
프랑스와 뉴칼레도니아에서 증원군이 일찍 도착했고, 코친차이나와 통킹에 지원대를 징병할 수 있게 되자, 부에는 프랑스의 골칫거리에 반격을 할 수 있게 되었다. 7월 19일 남딘의 프랑스군 선임 지휘관인 대대장 피에르 드 바당스는 호앙께비엠 왕자의 베트남 포위군을 공격해서, 격파하고 남딘에 대한 베트남의 압박을 효과적으로 완화시켰다.

## 프랑스 보호령(1883년 8월) 수립

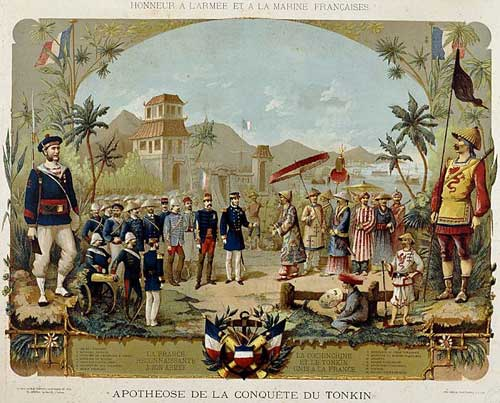
후에의 쿠르베와 아르망, 1883년 8월

1883년 7월, 아메데 쿠르베 제독이 하롱베이에 도착하자, 상당한 해군 병력이 증원되어 통킹에서 프랑스의 입지를 강화시켰다. 이제 프랑스가 유영복에게 공격을 고려할 입장에 있었지만, 흑기군에 대한 군사 행동에는 후에에 있는 조정과 정치적 해결이 수반되어야 했다. 필요하다면 강요를 해서라도 통킹에서 프랑스 보호령을 인정받아야 했다.
1883년 7월 30일, 하이퐁에서 쿠르베 제독, 부에 장군과 근일에 민간 총괄 대사로 임명받은 프랑수아 쥘 아르망이 전쟁위원회를 열었다. 세 사람은 부에 장군이 가급적 신속하게 다이강의 푸호아 주변에 진을 치고 있는 흑기군에 대한 공세를 시작해야 한다고 합의했다. 그들은 또한 후에 조정이 유영복의 흑기군을 은밀히 원조하고 있으며, 호앙 왕자는 여전히 남딘에서 프랑스와의 전쟁을 벌이고 있다고 언급했다. 그들은 (대부분 아르망의 재촉이었지만) 프랑스 정부에게 베트남이 통킹에 대한 프랑스 보호령을 수용하거나, 즉각적인 공격을 받을 것을 최후통첩하고, 후에의 베트남군에 대한 공격을 권고하기로 결정했다.
이 제안은 8월 11일 해군 장관에 의해 승인되었다. 8월 18일, 쿠르베가 지휘하는 통킹 연안 해군 사단의 여러 군함이 후에강 입구에 있는 투언안 요새를 포격했다. 8월 20일, 투언안 전투에서 프랑스 해병 보병 2개 대대와 프랑스 군함 3척의 상륙 중대가 해안에 생륙해서 요새에 무차별 포격을 했다. 그날 오후 동안, 포함 랑스(Lynx)와 비페르(Vipère)가 향강 입구에서 사격을 퍼부었다. 이것은 후에 조정이 그릇된 선택을 한다면, 직접 공격도 불사하겠다는 신호였다.

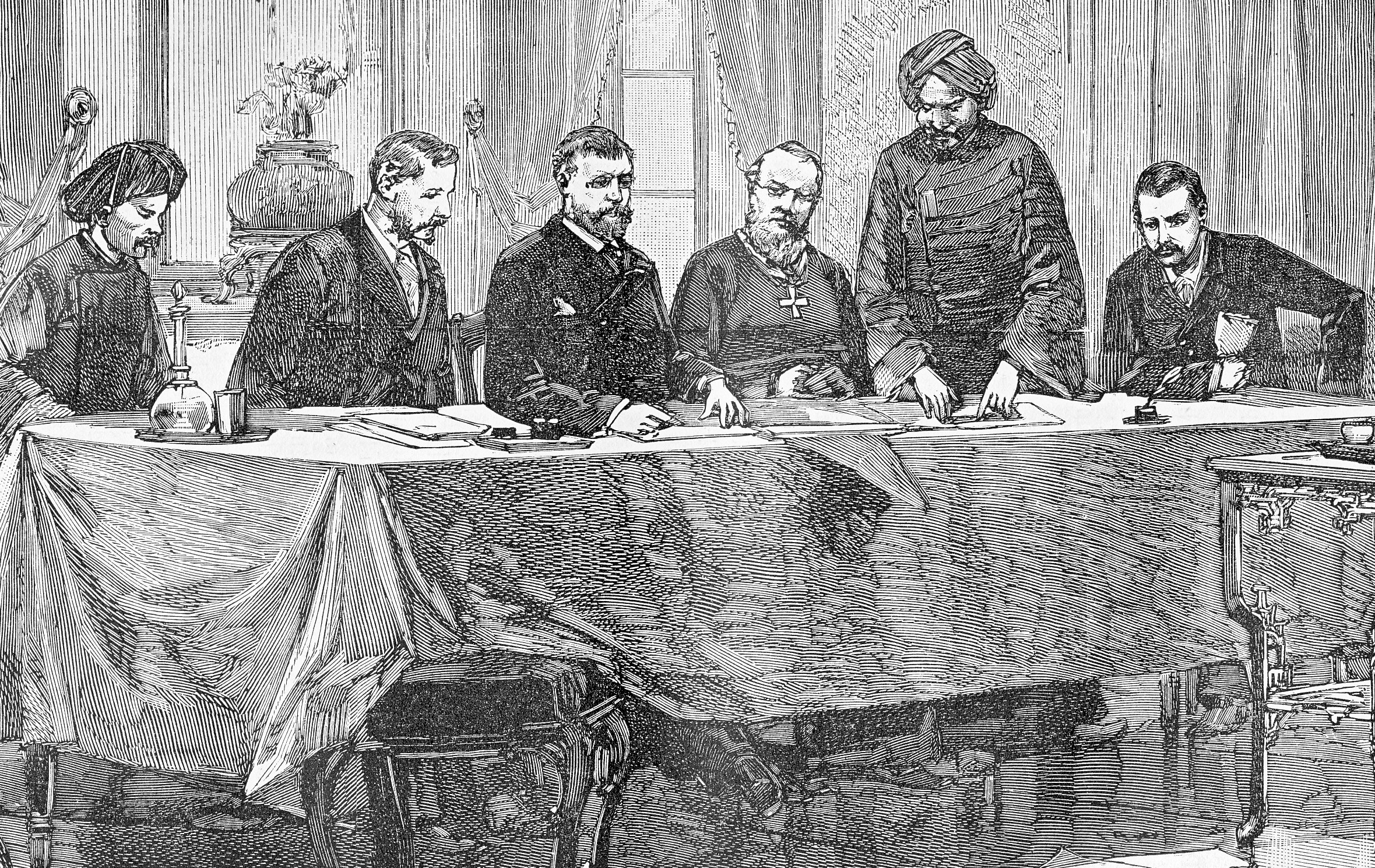
후에 조약 서명, 1883년 8월 25일

베트남은 휴전을 요청했고, 8월 25일 아르망은 〈후에 조약〉이라고 부르는 내용을 겁먹은 베트남 조정에 구술했다. 베트남은 프랑스의 코친차이나 점령의 정당성을 승인하고, 안남과 통킹의 프랑스 보호령을 받아들이며, 통킹에서 군대를 철수하겠다고 약속했다. 왕실과 조정은 살아남았지만, 베트남은 프랑스의 지시를 받아야 했다. 프랑스는 통킹에서 민간 치안총감으로 일할 총독부를 후에(Huế)에 둘 수 있는 특권을 허락받았으며, 치안총감은 베트남 황제와 개인적인 알현을 할 수 있었다. 재고의 여지를 없애기 위해, 영구적인 프랑스 수비대가 투언안 요새를 점령했다. 넓은 영토도 안남에서 통킹과 코친차이나의 프랑스 식민지로 양도했다. 프랑스는 국가의 부채를 탕감해주었지만, 그 댓가로 빈투언 남부 지방의 할양을 요구했고, 그것을 코친차이나에 병합하였다. 동시에 응에안, 타인호아 및 하띤의 북부 지방은 통킹으로 이전되어 프랑스의 직접적인 감독을 받았다. 그 대가로 프랑스는 통킹에서 흑기군을 몰아내고 홍강에서 상업의 자유를 보장해 주기로 약속했다.

## 푸호아이, 팔란, 하이즈엉(1883년 8월~11월)

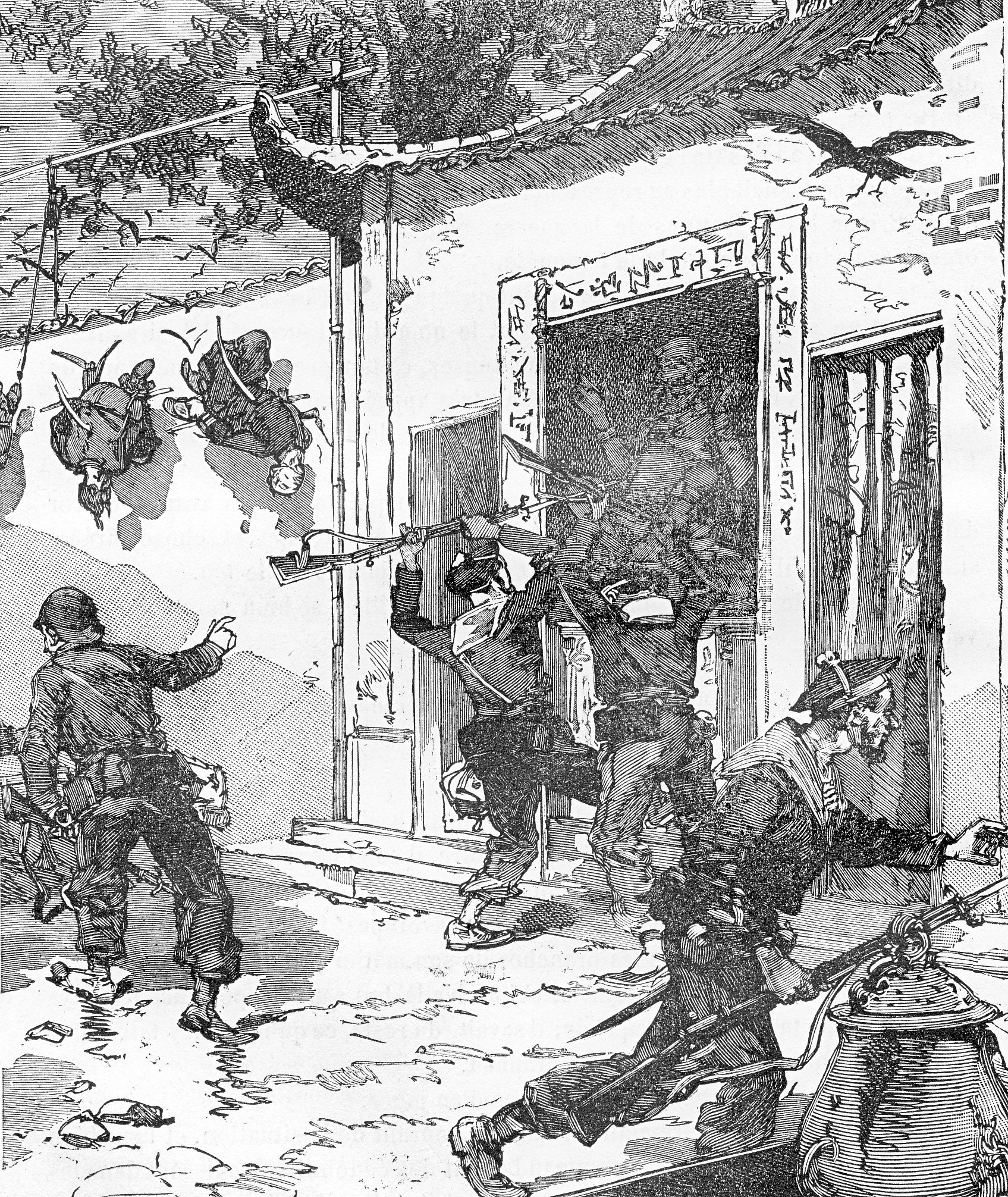
하이즈엉 점령, 1883년 8월 13일

한편 하이퐁 회의에 합의된 바와 같이, 부에 장군은 정식으로 유영복의 흑기군에 대한 공세를 취했다. 부에는 1883년 8월 15일 푸호아이 전투와 1883년 9월 1일 팔란 전투에서 다이강을 따라 늘어선 방어선을 구축한 흑기군을 두 차례 공격했다. 이 공세는 제한적인 성공을 거두었으며 세계의 눈에는 프랑스가 패배한 것과 다를 바 없어 보였다.
8월 13일, 브리온발 중령의 지휘하에 해병대 보병과 코친차이나 소총병이 하이즈엉의 베트남 방어선을 무너뜨렸고, 이것은 프랑스군에게 더욱 고무적인 영향을 미쳤다. 하이즈엉의 함락은 프랑스와 베트남 모두가 저지른 잔학 행위로 유명했다. 프랑스인들은 성벽에서 갈고리에 매달려 있는 실종된 프랑스군과 베트남군 병사 몇 명의 시체를 발견했다. 죽은 병사들은 분명히 고문을 당해 죽었으며, 프랑스군은 부상당한 베트남인을 총검으로 찔러 죽임으로써 복수를 했다. 프랑스는 하이즈엉의 점령으로 하노이와 하이퐁 사이의 강을 통한 통신선이 확보할 수 있게 되었다. 프랑스군은 하이즈엉의 성채를 점령하고, 도시 북쪽으로 몇 킬로미터 떨어진 코끼리산에 초소를 세웠다.

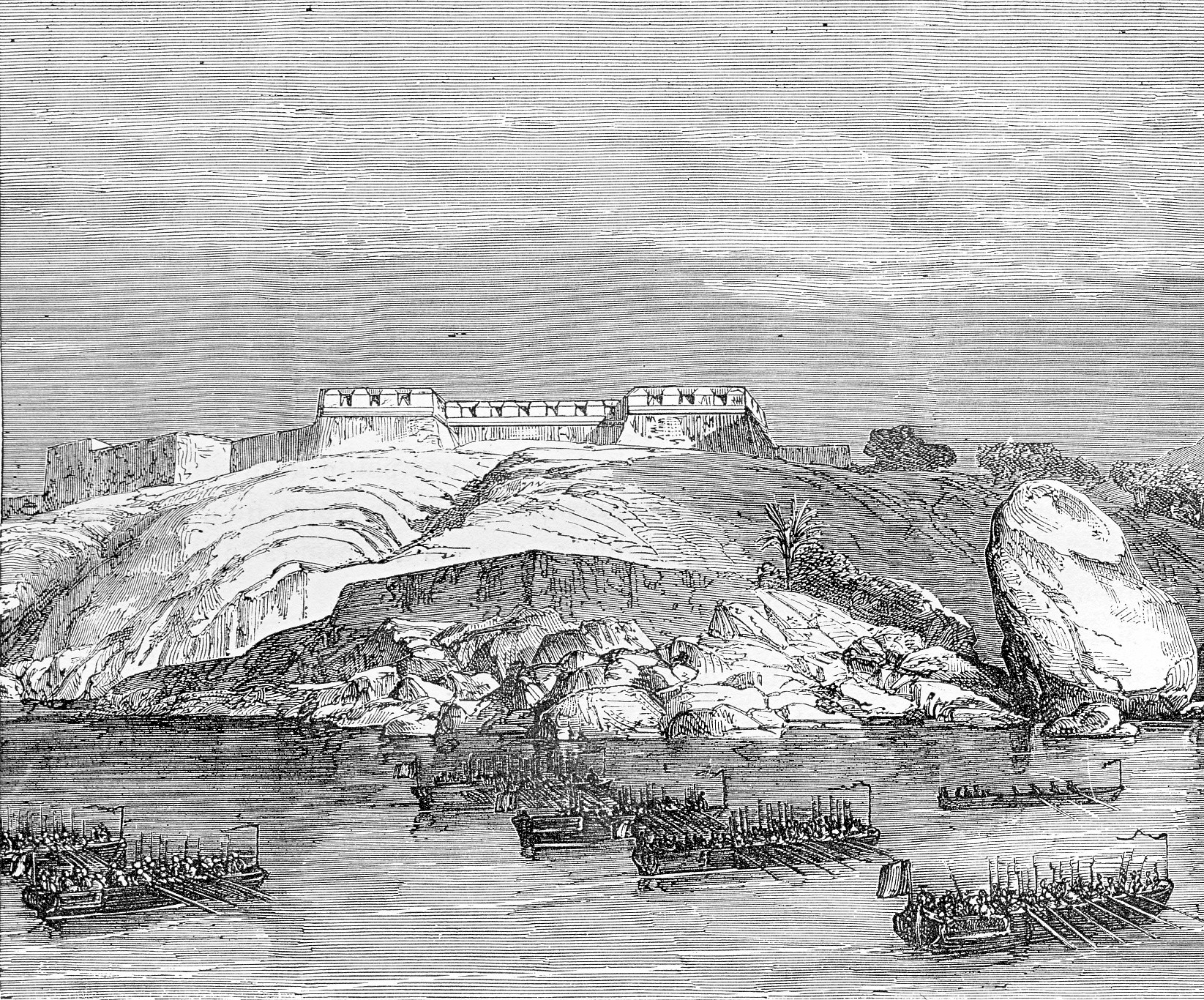
꽝옌 점령, 1883년 11월

1883년 11월, 프랑스는 닌빈, 흥옌과 꽝옌 마을을 점령함으로써 삼각주에 대한 지배력을 더욱 높였다. 닌빈의 확보는 프랑스에게 특히 중요했다. 높은 성채에 설치되어 있는 포대가 통킹만으로 향하는 강의 통행을 통제했기 때문이었다. 닌빈의 베트남 총독이 1883년 3월 앙리 리비에르가 남딘을 점령하기 위해 시작한 원정대의 통과를 방해하지는 않았지만, 프랑스에 적대적인 것으로 알려져 있었다. 그에 따라 포함 레오파(Léopard)와 플루비에(Pluvier)의 지원을 받아 해병대 보병 중대와 함께 피에르 드 바당스(Pierre de Badens) 중령이 닌빈을 점령하기 위해 파견되었다. 포함의 조용한 위협에 힘입어 겁먹은 베트남인은 저항하지 않고 닌빈성을 넘겨주었고 프랑스군은 요새를 구축했다.
후에 조약은 통킹에서 사문화되었다. 베트남 조정은 프랑스 행정부를 지원하기 위해 통킹에 파견되었으나 비협조적인 태도를 보였으며, 호앙 왕자는 통킹에서 베트남 군대를 철수시키지 않았다. 한편, 호앙 왕자의 적극적인 후원으로 흑기군은 1883년 가을 프랑스 요새에 대한 공격을 강화했다. 팔란과 바탕에 있는 작은 프랑스 요새들은 괴롭힘을 당했으며, 11월 17일 하이즈엉에 있는 프랑스 요새가 공격을 받아, 거의 2,000명의 베트남 반란군에 의해 압도당했다. 포함 렁스(Lynx)가 적시에 도착하여 요새를 간신히 지킬 수 있었다.

## 선떠이(1883년 12월)

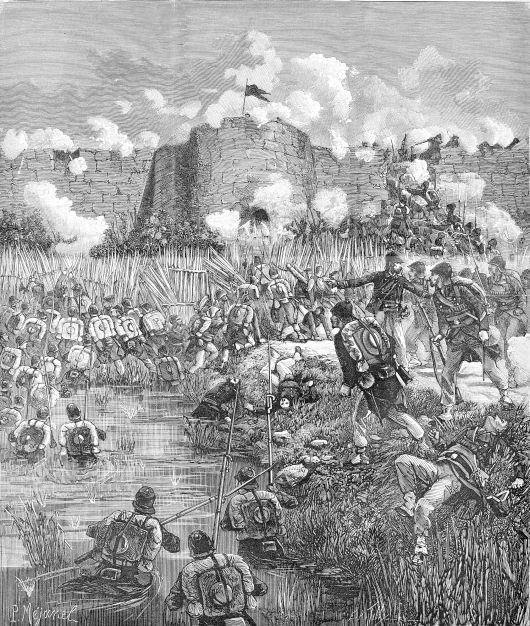
선떠이 점령, 1883년 12월 16일

1883년 12월, 프랑스는 복수를 했다. 2개월 전, 부에 장군의 후임이 된 통킹 원정군의 지휘관 아메데 쿠르베 제독은 9,000명의 인원을 모아 선떠이에서 유영복의 흑기군과 대결하기 위해 행진했다. 그 결정은 정치적으로 상당히 중요한 의미를 가지고 있었다. 선떠이에 대한 공격이 원정에서 최초로 청나라 군대와 프랑스군이 직접 충돌하게 만들었던 계기를 제공했기 때문이었다. 베트남의 전통적인 종주국이었던 청나라는 수개월 동안 흑기군을 은밀히 지원해 왔으며, 프랑스의 자유로운 움직임을 묶어두기 위해 선떠이, 랑선, 박닌 및 기타 베트남 도시에 청나라 군대를 주둔시켰다. 프랑스 정부는 선떠이를 공격하면 청나라와 선전포고되지 않은 전쟁으로 이어질 것이라는 점을 인정했지만, 통킹에서 빠르게 점령하면 청나라가 어쩔 수 없이 받아들일 수밖에 없을 것이라고 계산했다. 1883년 12월 10일, 청나라군이 철수하도록 설득하기 위한 외교적 노력이 실패한 후 프랑스 정부는 쿠르베에게 선떠이를 공격하도록 승인했다.
선떠이 원정은 프랑스군이 통킹에서 싸웠던 것 중 가장 맹렬한 원정이었다. 선떠이에 있는 청나라와 베트남군이 수비에 거의 역할을 하지 못했지만, 유영복의 흑기군은 도시를 지키기 위해 맹렬하게 싸웠다. 12월 14일, 프랑스는 푸사에서 선떠이의 외부 방벽을 공격했지만, 많은 사상자를 내고 퇴각했다. 쿠르베의 패배를 이용하기 위해 유영복은 같은 날 프랑스 전열을 공격했지만, 흑기군 공격은 비참하게 실패했다. 12월 15일 부대를 쉬게 한 후, 쿠르베는 12월 16일 오후에 선떠이 방벽을 다시 공격했다. 이번 공격은 포병들에 의해 철저히 준비되었고, 수비병들이 지친 후에야 포격을 했다. 오후 5시에 외인부대 대대와 해병대 대대가 선떠이의 서문을 점령하고, 성 안으로 진입했다. 유영복의 요새는 성채로 물러났고, 몇 시간 후 어둠을 틈타 선떠이에서 철수시켰다. 쿠르베는 목표를 달성했지만, 상당한 대가를 지불해야 했다. 선떠이에서 프랑스군은 83명이 사망했고, 320명이 부상당했다. 흑기군 또한 선떠이 전투에서 끔찍한 피해를 입었고, 일부 참관인들의 견해로는 심각한 전투력의 손상을 입었다고 전한다.

## 박닌과 흥호아(1884년 1월 ~ 7월)

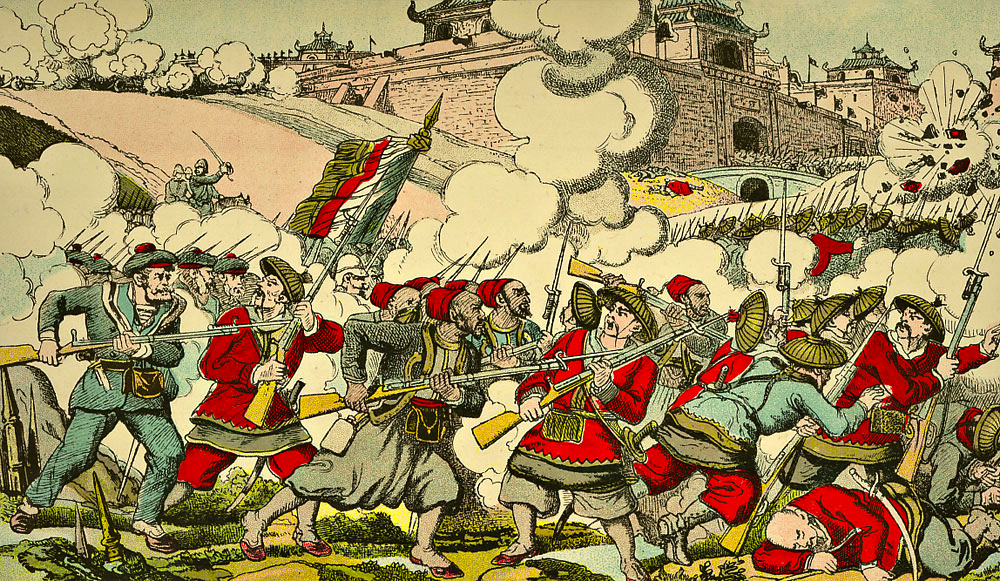
박닌의 알제리 저격병과 해병대

1883년 11월, 통킹에 강력한 증원군이 파견되었다. 1883년 12월 16일, 선떠이를 점령한 바로 그날, 통킹 원정군의 총사령관이 쿠르베 제독에서 샤를 테오도르 밀로 사단장으로 교체되었다. 그 결과 원정군이 2개 여단으로 분할되었다. 선떠이 점령은 결과적으로 프랑스의 통킹 정복을 위한 길을 열었지만, 프랑스는 이제 청나라와 흑기군의 무력을 감당해야 했다. 프랑스 정부는 통킹에서 군대를 철수시키도록 청나라를 설득하기 위해 외교적 노력을 다했고, 이후 1882년 가을, 밀로는 청나라 광서군이 점령한 박닌 요새에 대한 공격을 승인했다. 1884년 3월, 박닌 원정에서 밀로는 광서군을 완패시키고 박닌을 점령했다. 밀로는 통킹 원정에서 가장 많은 프랑스군이 모인 박닌에서 11,000명 이상의 프랑스, 알제리와 베트남 원주민계 병력을 현장에 투입했다.

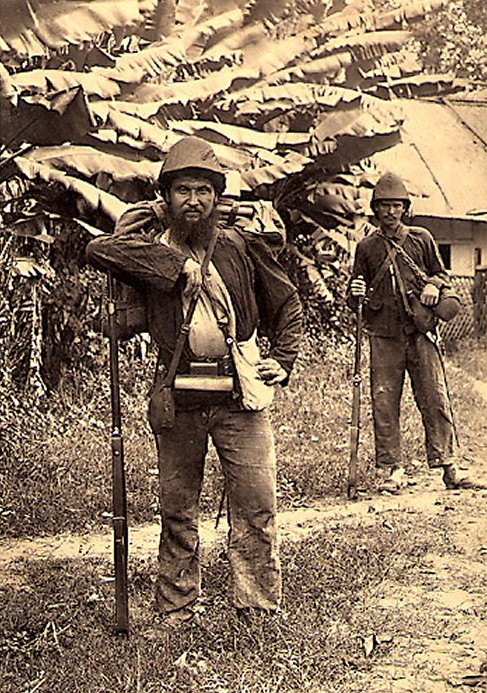
1884년 프랑스 해병대

밀로는 박닌에서 완승을 거둔 후 광서군이 남긴 흩어져있는 청나라 요새를 소탕하고, 헝호아로 후퇴한 유영복의 흑기군에 대한 주요 원정을 전개함으로써 승리를 거두었다. 1884년 4월 11일, 밀로는 강력한 방어 진지를 구축하고 있던 흑기군과 베트남 동맹군의 측면을 공격해 병력의 손실없이 헝호아와 동얀을 점령했다.
흑기군은 홍강을 올라가 타인꽌으로 서쪽으로 후퇴했다. 반면, 호앙께비엠 왕자의 베트남군은 동얀에서 안남-통킹 국경으로 남쪽으로 후퇴하여 프랑스의 타인호아 지방에 피난처를 만들었다. 타인호아 지방은 프랑스가 아직 요새를 짓지 않았던 곳이었다. 밀로는 레텔리에 중령에게 두 개의 저격 대대와 기병대를 지원하여 유영복의 퇴각을 공격하게 했다. 브리에르 드 리즐 장군에게는 나머지 1여단을 맡겨 베트남군을 추적하게 했다. 5월 초, 브리에르 드 리즐은 닌빈 북서쪽으로 몇 킬로미터 떨어진 푸응오에서 호앙 왕자를 궁지에 몰아넣었지만, 프랑스 정부는 그에게 베트남 방어군을 공격하는 것을 금지시켰다. 통킹의 미래의 미래에 대해 청나라가 프랑스와 조약을 준비 중이라는 소식을 접수했기 때문이다.
그러나 프랑스는 다른 곳에서는 압력을 가하고 있었다. 5월 11일, 대대장 레이가세는 타이응우옌의 청나라 수비대를 공격하여 몰아냈다. 같은 주에, 쿠르베 제독이 이끄는 통킹 연안 해군 사단의 상륙 중대가 담하와 하코이 근처 통킹만 해안을 따라 베트남 해적 소굴을 박멸했다.

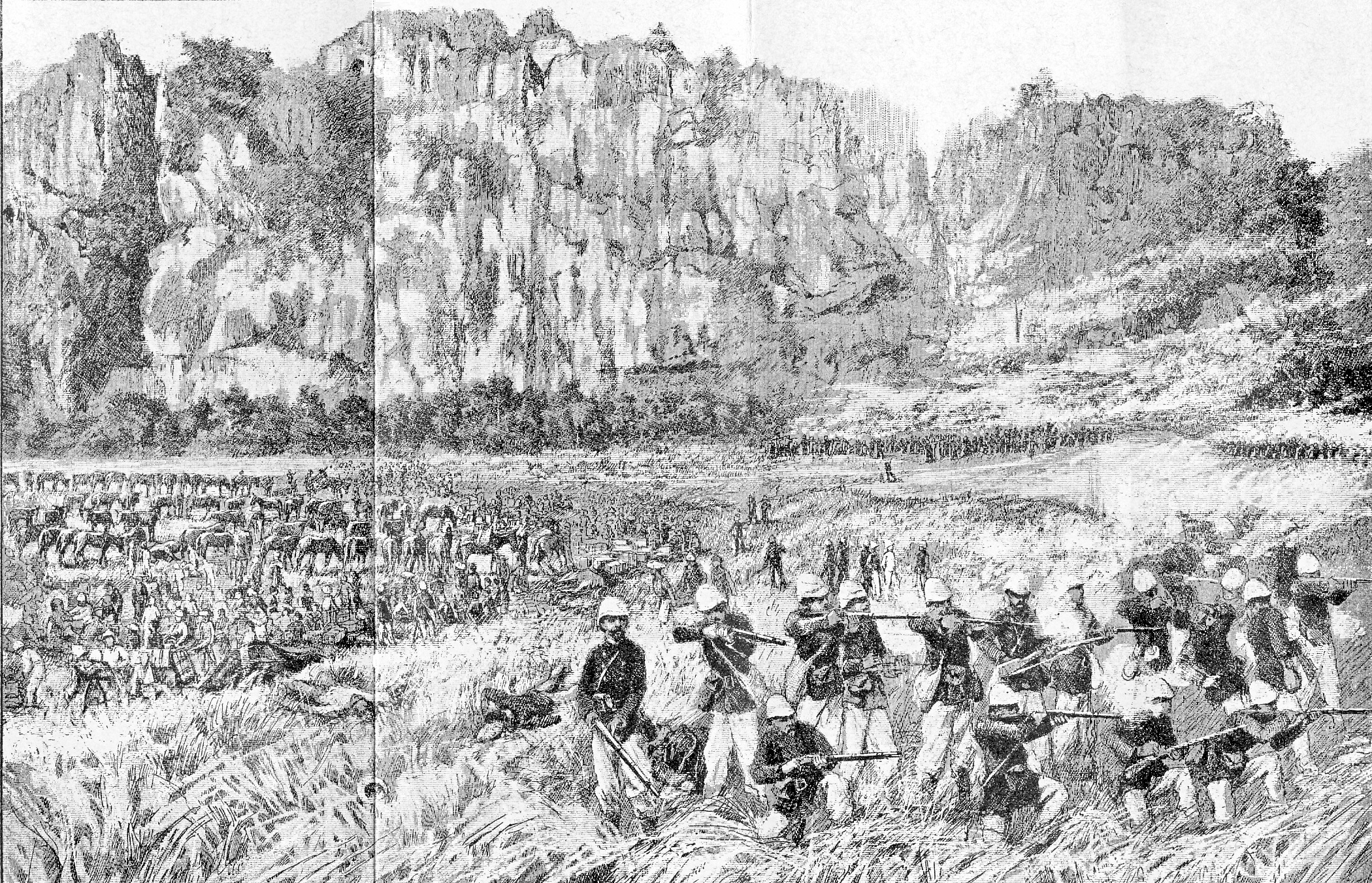
박레 매복, 1884년 6월 23일

1884년 5월 11일, 프랑스와 청나라가 타이응우옌에서 충돌한 같은 날, 톈진에서는 프랑스와 청나라가 톈진 협약을 체결했다. 이 조약은 통킹에서 청나라 군대가 즉각 철수하고, 통킹에 대한 프랑스 보호령을 청나라가 암묵적으로 인정한다는 내용이었다. (청나라가 통킹에서 프랑스 보호령을 공식화한 1883년 후에 조약을 포함하여, 프랑스와 안남 사이에 체결된 모든 조약을 인정하기로 동의)
톈진 협약의 결론은 1884년 5월과 6월에 프랑스가 삼각주에 대한 지배력을 강화할 수 있게 해주었다. 6월 말경, 프랑스는 헝호아, 뚜옌꽝, 풀랑트엉, 타이응우옌에 전진 기지를 세웠다. 이 요새는 이전 가을 하이즈엉과 꽝옌에서 동쪽으로 더 뻗어있는 기지와 함께 삼각주의 대부분을 감싸는 방어선을 형성했다. 이런 최전선 요새 뒤에 프랑스군은 선떠이, 하노이, 남딘, 닌빈, 박닌 및 세파고드(Sept Pagodes)에서 강력하게 자리를 굳혔다. 그들에게는 〈톈진 협약〉의 조건에 따라 청나라가 떠난 후 랑선과 통킹 북부의 다른 요새를 점령하는 일만 남아있었다.
이론적으로, ‘톈진 협약’은 통킹에서 프랑스와 청나라 간의 대립을 해결하기 위한 것이었다. 그러나 1884년 6월 23일 박레에서 프랑스와 청나라 군대 간의 충돌은 두 나라를 새로운 위기 국면으로 몰아넣었다. 청나라가 박레 매복에 대한 배상을 거부하면서 2개월 후 청불 전쟁 (1888년 8월 ~ 1885년 4월)의 발발로 이어졌다.

## 청불 전쟁

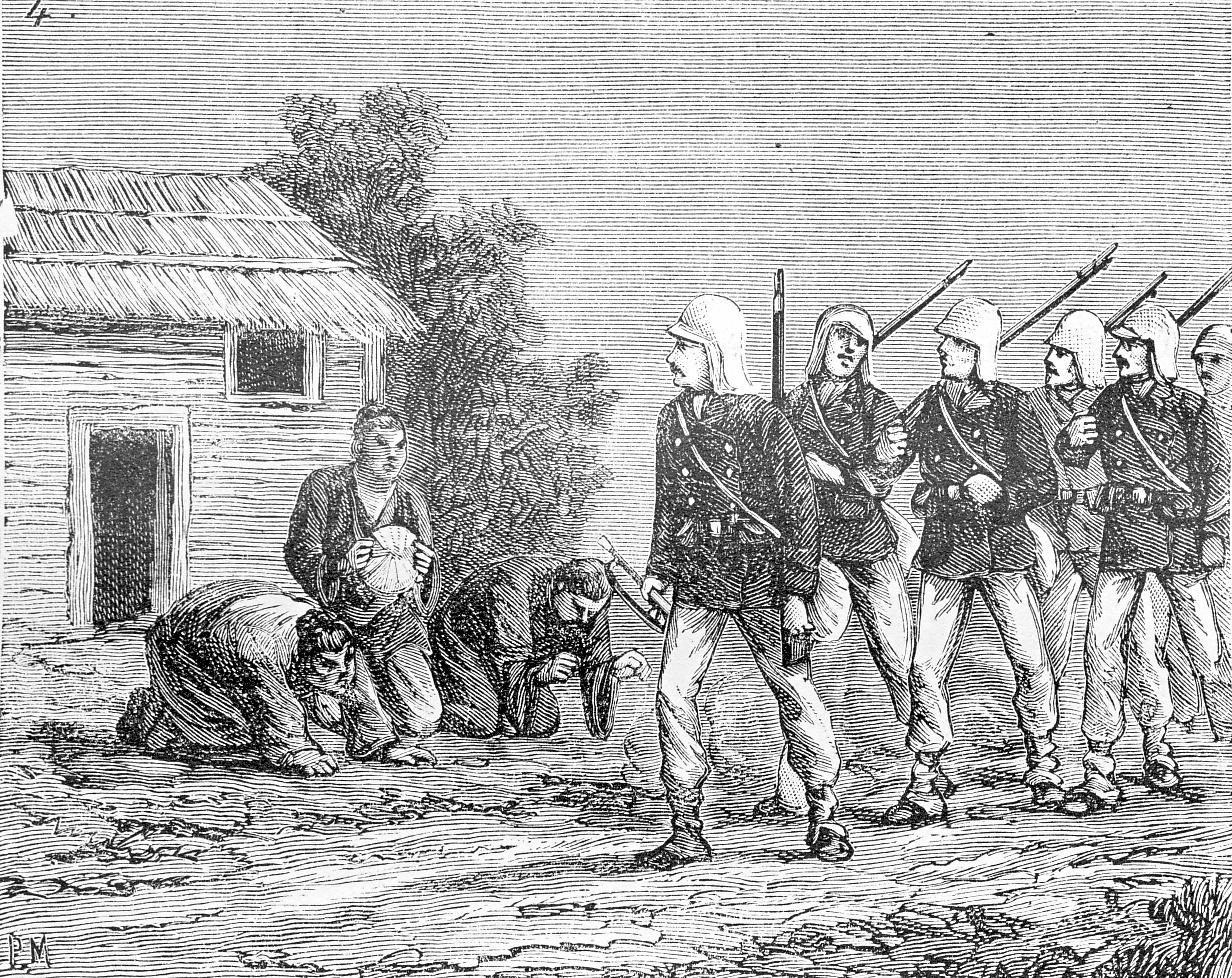
통킹 백성들은 프랑스 부대가 지나가면 고개를 조아려야 했다

1884년 8월, 청불 전쟁이 발발하면서 통킹 정복을 위한 프랑스의 시간표는 복잡해졌고, 상당히 지연되었다. 처음에는 프랑스군이 청나라군의 삼각주 침공에 대한 방어책을 세웠다. 1884년 9월, 밀로 장군은 통킹 원정대의 사령관을 사임하고 루이 브리에르 드 리즐 수석 여단 사령관으로 교체되었다. 공개적으로, 밀로는 군단의 원정대 군인들에게 보내는 최종 통지문에서 프랑스의 오만한 성장에 대한 경고 내용을 담았다. 이제껏 통킹에는 20,000명 이상의 프랑스 병사들이 복무했으며, 그들 중 다수는 지역민들을 경멸했다. 예를 들어, 프랑스 부대가 지나가면 통킹 주민들이 고개를 숙이도록 기대하고 있었다. 밀로는 이러한 태도가 미래에 문제를 일으킬 것임을 알아 보았고 다음과 같이 경고를 했다.
| “ | 그대들에게 조언을 해줄 것이 하나있다. 내 후임자인 브리에르 드 리즐 장군에게 제군들이 나에게 해왔던 일을 하라. 무엇보다도, 이 나라에 있는 그대들의 관습과 열망이 여러분의 생각보다 더 쉽게 열심히 일하는 주민들에게 받아들여질 것임을 잊지 말라. | ” |

브리에르 드 리즐은 타고난 병사들의 지도자였으며, 그의 지휘하에 원정군은 고도의 전문성을 이뤄냈다. 1884년 9월, 총사령관으로서 최초로 한 조치는 국경 도시인 미루엉, 께선, 푸응오와 같은 곳에 초소를 세워 베트남 도적떼를 몰아넣음으로써 통킹을 안남으로부터 봉쇄한 것이다. 이런 강경 조치는 프랑스군의 후방을 확보하고, 원정군이 예상되는 청나라의 침공에 대항하여 상당한 힘을 집중시킬 수 있게 해주었다.

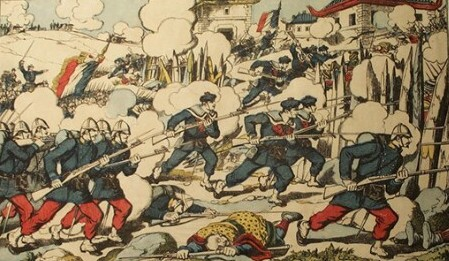
껩 전투, 1884년 10월 8일

1884년 10월, 프랑수아 드 네그리에 장군은 껩 원정에서 통킹 삼각주의 주요 청나라 침공군을 물리쳤다. 이 원정은 프랑스군을 지금까지 탐험하지 못한 눅남 계곡으로 데려갔고, 원정이 끝날 무렵, 추와 껩 마을을 점령했다. 그 결과 이곳은 랑선을 공략하기 위한 전진 기지로 전환되었다. 뚜옌꽝의 전진 기지가 있는 서부 삼각주는 전진하는 운남군의 위협에 노출되었고, 프랑스군은 1884년 가을 로강(瀘江, Clear River)의 푸도안과 비엣찌에 기지를 세워서 점령 지역을 확장했다.
1885년 2월, 브리에르 드 리즐은 랑선 원정에서 중국의 광서군을 물리쳤다. 2월 6일, 프랑스의 동선 점령은 광서군의 우익 퇴로를 위협했으며, 청나라군이 랑선의 서쪽 송뜨엉 계곡에 세운 초소를 철수하게 했다. 2월 13일에 랑선의 점령으로 랑선에서 하노이까지 만다린 로드에 대한 프랑스의 통제권이 주어졌다. 브리에르 드 리즐은 이 길을 이용하여 뚜옌꽝 요새에서 심한 압박을 받는 프랑스의 수비대의 압박을 완화시킬 수 있었다. 2월 2주 차에 로랑 조바니넬리 대령의 1여단은 만다린로드를 통해 하노이로 행진한 후, 거기서 홍강과 로강을 통해 포함 선단을 타고 푸도안까지 갈 수 있었다. 1885년 3월 2일 조바니넬리는 호아목 전투에서 유영복의 흑기군을 물리치고, 뚜옌꽝 포위전의 압박을 줄여나갔다.
1885년 3월, 프랑스군은 이전에 광서군이 점령했던 꺼우선과 타인머이에 초소를 세우고 만다린 로드를 넓히기 시작했다. 이것은 랑선에 있는 네그리에의 2여단에 보급을 할 마차를 이용할 수 있게 하기 위함이었다. 프랑스군은 동쪽으로 더 나가서 통킹만을 따라 프랑스 통제권을 확장하여 띠엔옌(Tien Yen)에도 초소를 세웠다.
서쪽에서는, 3월 2일, 호아막에서 조바니넬리가 승리를 거두며, 프랑스는 흥호아 주둔지에서 운남군과 흑기군에 대한 공격을 고려할 수 있었다. 브리에르 드 리즐은 타인콴 주변의 운남군 요새에 대항하여 조바니넬리 여단을 홍강으로 진격시킬 계획을 세웠다. 3월 24일, 동부와 서부 전선에서 동시다발적인 역공(진남관 전투와 풀럼타오 전투)과 이어진 3월 28일, 랑선 후퇴는 홍강의 상류를 통한 조기 침투 계획을 무산시켰다.

## 통킹 평정

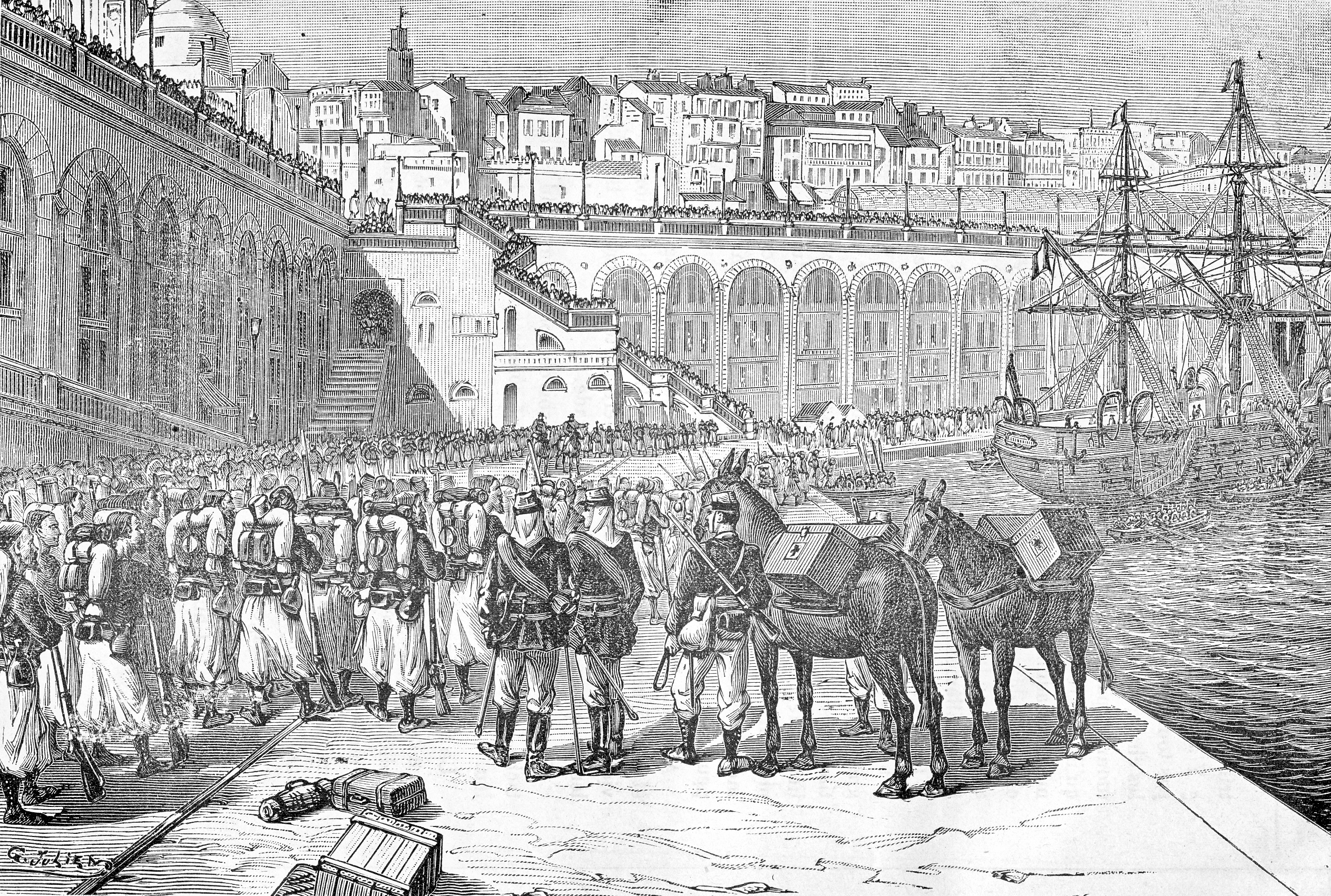
알제리에서 통킹으로 향하는 주아브병, 1885년 1월

청불 전쟁은 청나라군이 통킹에서 밀려나는 것으로 끝났다. 그 결과 프랑스와 청나라 간의 평화 조약이 1885년 6월 9일 톈진에 서명되었다. 청나라는 베트남에 대한 역사적 종주권 주장을 포기하고, 안남과 통킹에 대해 프랑스 보호령을 인정할 수밖에 없었다. 이론적으로는 프랑스가 통킹에 대한 그들의 주장을 굳힌 방법이 명확해졌지만, 실제로는 생각보다 쉽지 않았다. 당시 영국의 정치가는 다음과 같이 말했다. “프랑스는 통킹에 대한 권리를 얻었다. 이제 프랑스가 해야 할 일은 통킹을 정복하는 것이다.”
1885년 3월, 랑선에서 퇴각을 계기로 통킹으로 강력한 증원군을 보냈다. 통킹에 있는 프랑스 병력 수는 1885년 여름에 35,000명으로 늘어났다. 1885년 5월과 6월에 수천 명의 신규 프랑스 부대가 통킹에 투입되었다. 청불 전쟁에 참전했던 두 여단의 참전 용사를 넣어서, 원정대는 두 개의 여단으로 재구성되었다. 1885년 6월 1일, 원정대 총사령관 브리에르 드 리즐 장군은 필리페-마리-앙리 뤼셀 드 쿠시(1827-1887) 장군으로 지휘관이 교체되었지만, 확대된 원정대의 1사단 지휘관으로 몇 달 동안 통킹에 남아있었다. 낄루아 전투(1885년 3월 28일)에서 당한 부상에서 회복한 프랑수아 드 네그리에 장군은 2사단의 지휘를 맡았다.
드 쿠시의 지도력은 통킹에서 프랑스 통치에 대한 저항이 커지고, 안남에서 노골적인 반란이 일어나면서 두드러졌다. 드 쿠시의 격리 예방 소홀로 인해, 1885년 여름과 가을에 원정군을 휩쓴 콜레라 전염병도 두드러진 사건이었다. 이 사태로 프랑스군은 청불 전쟁 전체 기간인 9개월에 전사한 숫자보다 많은 프랑스군 병력이 사망했다. 1885년 7월 2일, 통킹 원정군의 일부가 소위 ‘후에 매복’이라 불리는 사건에서 베트남 반란군에 의해 후에에서 공격을 받았으며, 그것이 베트남의 폭동을 불러왔다. 프랑스 정부가 안남을 전면 침략하는 것을 금지시킨 바 있었다. 때문에, 드 쿠시는 꽝응아이와 빈딘에서 베트남 반군들에 의한 기독교인들의 대량학살 이후 많은 전략적 요충지를 장악했고, 베트남 카톨릭 공동체를 보호하기 위해 베트남 중부 해안선을 따라 군대를 상륙시켰다.
한편 통킹은 거의 무정부 상태에 있었다. 1885년 5월과 6월에 청불 전쟁으로 정식으로 교전을 벌였던 청나라 군대는 통킹에서 철수했다. 그러나 그들의 대열에는 그 당시 베트남 자원병이나 징집병으로 가득했고, 이들은 몇 달 동안 급여를 지불받지 못해서 통킹에서 해체되거나, 스스로를 지키기 위해 저항했다. 그들은 무기를 보유하고 있었고, 대부분 프랑스군에 대항하는 껀브엉 반란군이라는 애국적 수사 뒤에 숨어 약탈을 정당화했다. 유럽 부대가 보통 막사에 머물러 있었던 1885년 여름 대부분의 기간 동안, 프랑스의 통킹 통제는 군사 기지 주변의 작은 반경으로 제한되었다.
드 쿠시는 5월에 청나라가 철수한 랑선을 재점령하려고 시도하지 않았으며, 뚜옌꽝 포위전 때 보급선을 보호하기 위해 운남군이 홍강을 따라 지은 요새를 확보하려는 시도도 하지 않았다. 청나라가 철수하자마자 이 요새를 점령한 것은 그런 도적떼들이었다. 도적들은 프랑스의 통제 범위를 넘어 광범위하게 타격을 했다. 갈 수 있는 곳이면 어디든, 통킹 백성들은 집을 떠나, 프랑스군의 성벽 아래를 피난처로 삼았다.
1885년 여름, 통킹에서 중요한 프랑스군의 소탕이 한번 이루어졌으며 그 효과는 일시적이었다. 1885년 7월, 몰랑 대령의 지휘하에 알제리와 통킹 소총병이 혼합된 부대가 땀다오 대산괴에서 반란군을 몰아냈고, 리엔선에 프랑스군 초소를 세웠다. 반군은 전투를 피해서 도망갔고 타이응우옌 지방에서 재편되었다.
안남과 통킹에서의 두가지 도전에 대한 드 쿠시와 그의 참모들이 끔찍한 반응은 그 시대의 최근 프랑스 연구에서 기억에 남을만한 특징이 있다.

| “ | 그 피투성이의 비극이 진행되는 동안 무대 앞쪽에서는 광대들이 도박을 했다. 파괴된 통킹뿐만 아니라 안남에서도 여름 동안 전쟁에 빠져들었다. | ” |

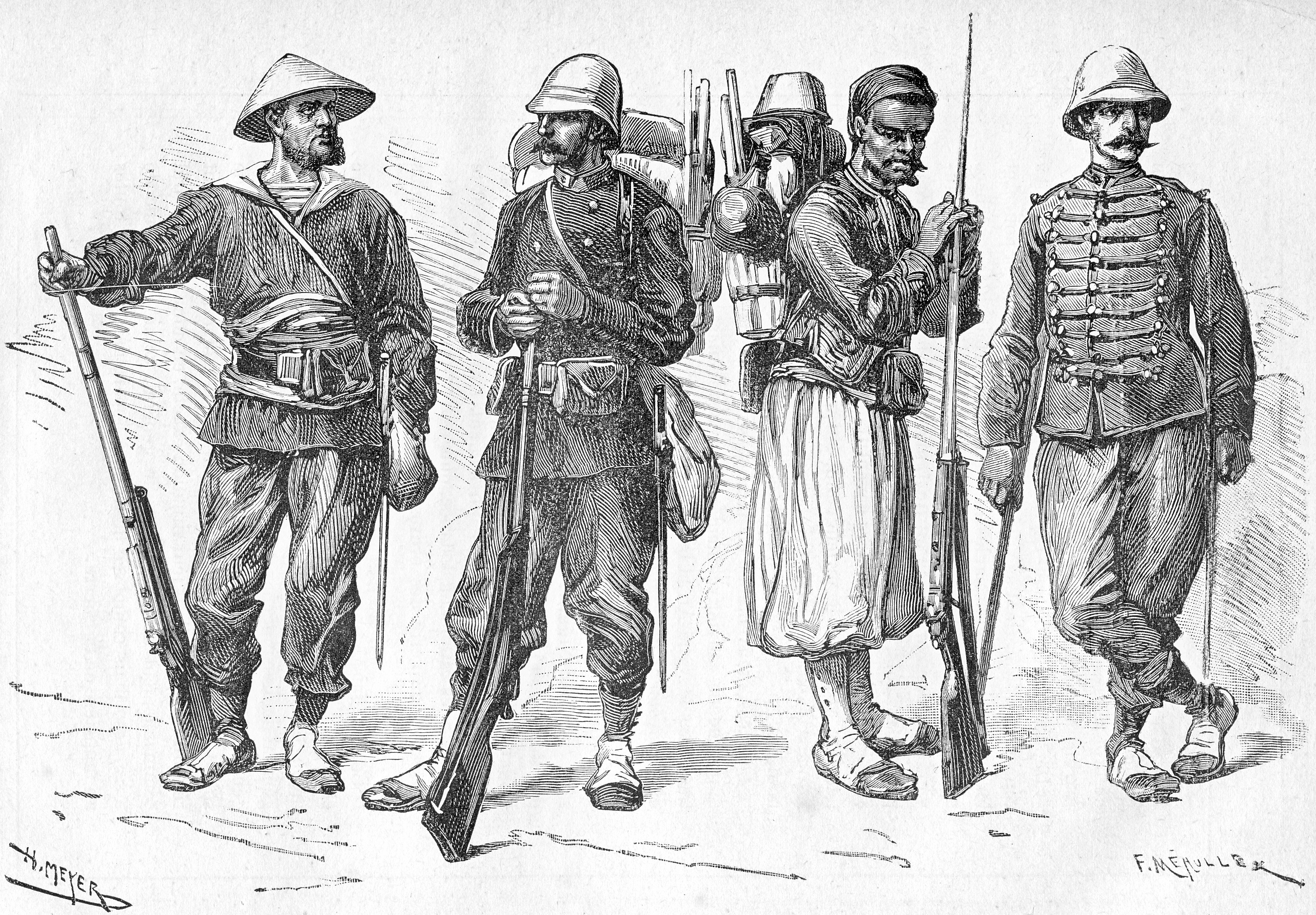
통킹 원정군의 제복, 1885 (해군소총수, 해병대, 투르코와 해군 포병)

드 쿠시는 가을 원정 시즌이 다가오면서 최고의 활약을 펼쳤다. 프랑스군의 주된 노력은 서부에서 홍강을 따라 이루어졌다. 통킹 원정대는 1885년 10월에 베트남 반군이 몇 달 전 점령했던 타인마이에서 운남군의 옛기지를 점령하기 위한 대규모 원정을 시작했다. 드 쿠시는 1885년 2월 랑선 원정에서 브리에르 드 리즐이 거느렸던 수만큼의 병력으로 타인마이를 공격하기 위해 7,000명의 병력을 집중시켰다. 프랑스군이 예상대로 타인마이를 점령하긴 했지만, 정교한 포위 이동이 잘못되었다. 7개월 전에 풀럼타오 전투에서 패배한 앙갚음을 하려 했지만, 대부분의 산적들은 포위 협공 작전을 벗어나, 타인꽌 근처의 홍강 상류에서 재집결했다.
1886년 2월 첫 주에 자몽 장군의 지휘하에 자메 장군과 드 모시옹 중령이 지휘하는 두 부대가 타이꽌까지 홍강의 양안을 전진시켰다. 타인마이에서 쫓겨 난 도적떼들은 싸우지 않고 프랑스가 전진하기에 앞서 숲으로 숨어들었다. 2월 17일 프랑스군은 반반쩌우를 점령했다. 프랑스 정부는 곧 청나라 국경으로 프랑스군이 접근하게 될 것이라고 청나라 정부에 알리는 동안 몇 주를 멈추었고, 이후 드 모시옹은 통킹 – 운남 국경으로 진격할 수 있도록 승인받았다. 프랑스군은 3월 29일에 라오까이를 점령하고, 라오까이와 타이꽌 사이에 홍강을 따라 일련의 군사 기지를 세웠다. 드 모시옹은 홍강 상류 지역의 최고 사령관으로 임명되었다.
프랑스는 통킹-광서 국경을 따라 깃발을 올렸다. 프랑스와 청나라 간의 1885년 6월 평화 조약의 조건에 따라 양 당사자는 청나라와 통킹의 국경을 구분해야 했다. 1885년 5월 광서군이 떠난 이후 랑선에 산적떼가 넘쳐났기 때문에 프랑스군들에게 이것이 불가능하다는 것을 인정하는 것이 당혹스러운 일이었을 것이다. 드 쿠시는 국경 지역의 통제권을 되찾기 위해 원정대를 보내야만 했다. 1885년 11월, 대대장 세르비에르는 랑선과 동당을 재점령하기 위해 추에서 북쪽으로 부대를 이끌고 갔다. 그는 탓께와 까오방에 프랑스 기지를 설치했다. 이런 조치들은 1887년에 중월 국경에 질서정연한 경계를 정하는 데 필수 조건을 확립했으며, 청나라의 사정을 봐주기 위한 몇 가지 소소한 조항들이 수정되었다.
이제 청나라 국경을 따라 프랑스 세관 초소 위로 삼색기가 날렸지만, 통킹 내부는 여전히 불안정했다. 특히, 프랑수아 드 네그리에 장군이 1885년 12월, 하노이 근처 바이사이 지역을 대대적으로 강탈하는 중에 수백 명의 프랑스군이 콜레라와 다른 질병으로 사망했다.
1886년 4월, 몇 달 전 통킹 원정군의 사령관이 드 쿠시에서 와네 장군으로 교체되었다. 워네는 통킹이 평정되었다고 선언하고, 프랑스군에 원정군 규모를 사단 정도로 축소해야 한다고 제안했다. 관례적으로, 1886년 4월을 통킹 원정의 끝으로 보고 있다. 그러나 통킹이 평정되었다는 믿음은 어리석게도 시기상조였다. 종종 있었던 대규모 전투와 관련해서 통킹 평정은 10년은 더 걸릴 것이었다.

## 기념

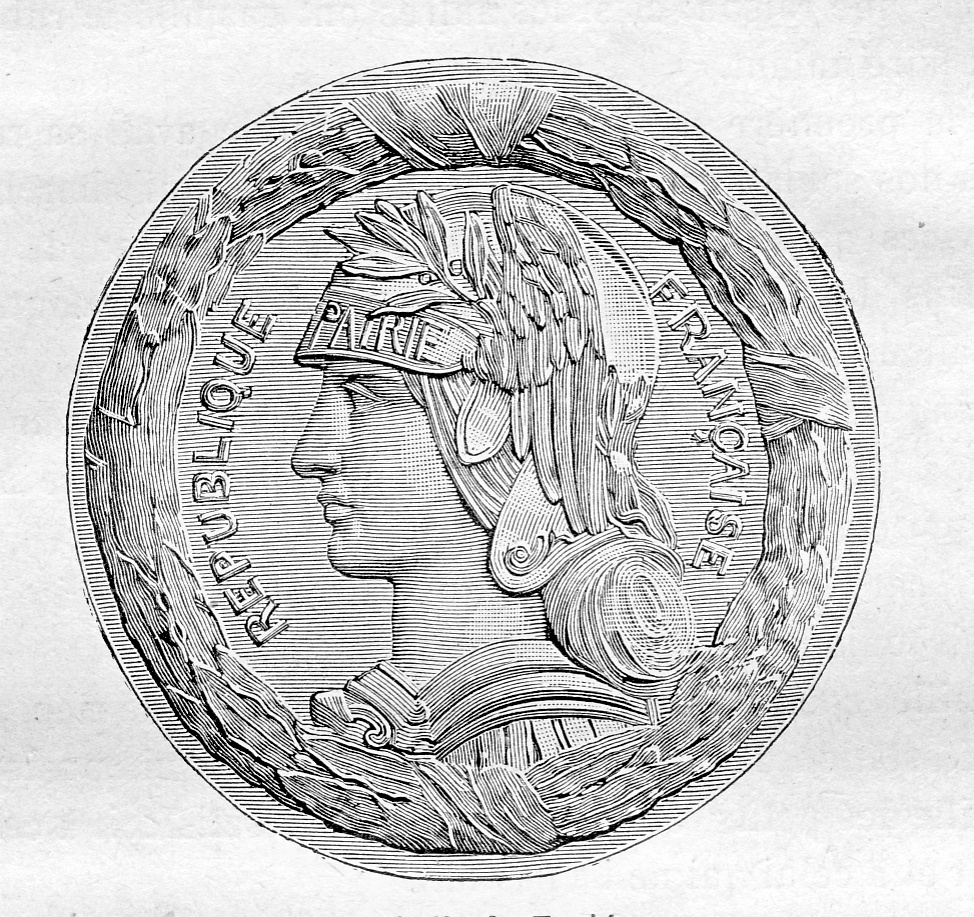
통킹 기념 메달

프랑스는 통킹 원정 기념 메달을 발행하여 통킹 원정의 승리를 기념했다. 원정에 참가한 프랑스 군인들은 메달에 모든 통킹 승전명이 새겨질 거라 기대했다. 그러나 투쟁 업적에서 랑선 원정 같은 몇 가지가 수수께끼처럼 빠져 있다는 것을 알려졌다. 이 결정은 많은 재향 군인들을 분노하게 했다.
참전 용사들은 1886년 7월 14일 혁명기념일 퍼레이드를 위해 마련된 조치로 인해 더욱 불쾌해 했다. 이것은 훈련된 무장 병사들이 파리 거리를 가로지르는 연례행사로 지정된 행진이었다. 이 자리에서는 청나라와 전쟁을 치른 사람들을 기리기 위해 특별한 노력을 기울였다. 통킹과 포모사에서 복무했던 대대와 포병들이 행사복 대신 전투복을 입고 이 퍼레이드를 했다. 다른 준비들은 그다지 환영받지 못했다. 투옌꽝 포위전의 영웅인 마크 에드몽 도미네 중령은 행렬에 참여했지만, 루이 브리에르 드 리즐 장군과 프랑수아 드 네그리에 장군은 참여하지 않았다. 두 사람 모두 원정대의 병사들에게 영웅이었고, 참전 용사들은 퍼레이드에서 그들의 부재에 크게 분노했다. 대신, 행진의 선두에 선 사람은 논란이 많고, 야심찬 새 국방장관 조르주 부랑제(Georges Boulanger) 장군이었다. 그는 3년 후 제3공화국에 뒤엎을 쿠데타를 모의했다는 의혹을 받을 인물이었다. 부랑제는 통킹에서 복무하지는 않았지만, 그는 그 정복으로 신임을 얻었다.

## 원정의 핵심 인물

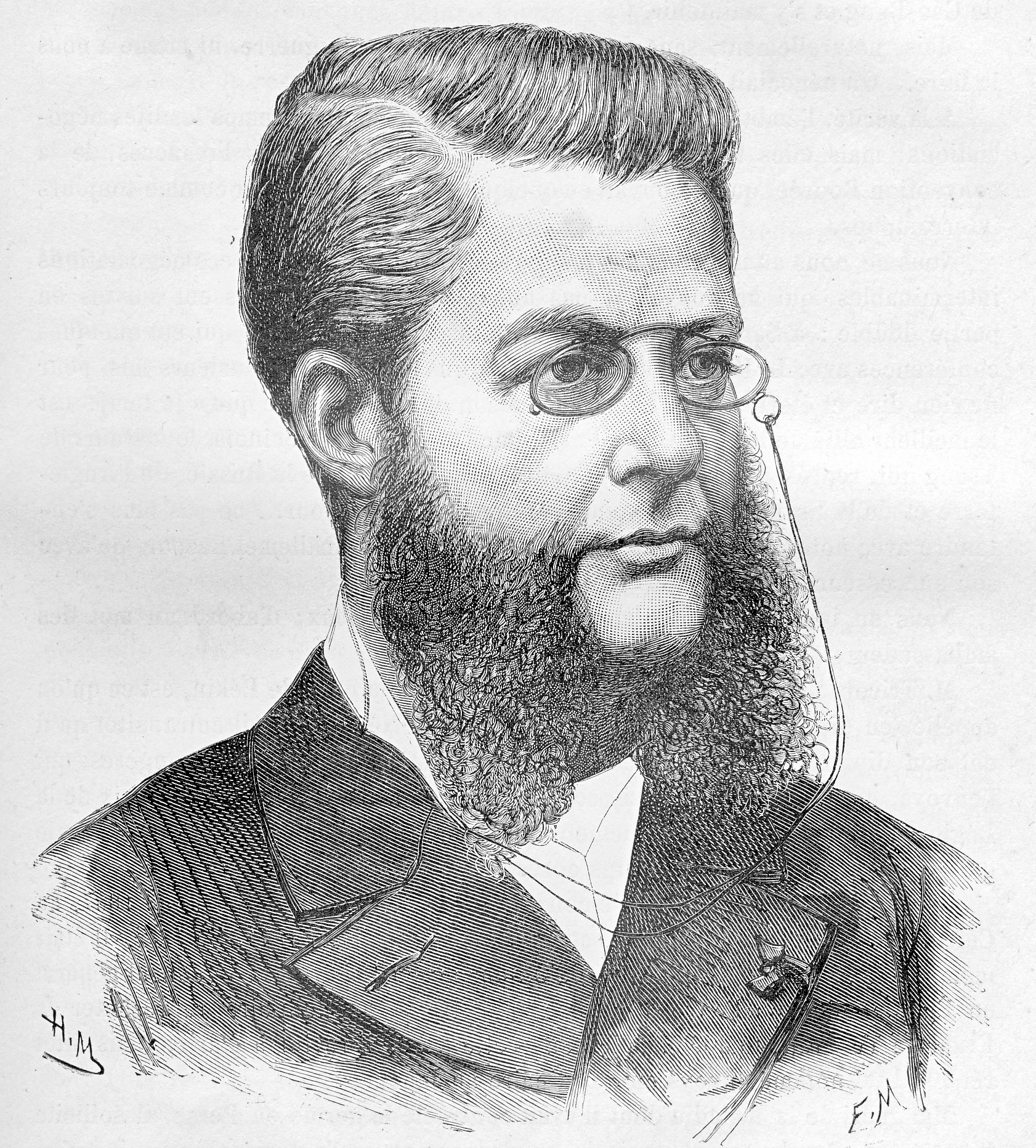
프랑수아 쥘 아르망 (1845–1921)
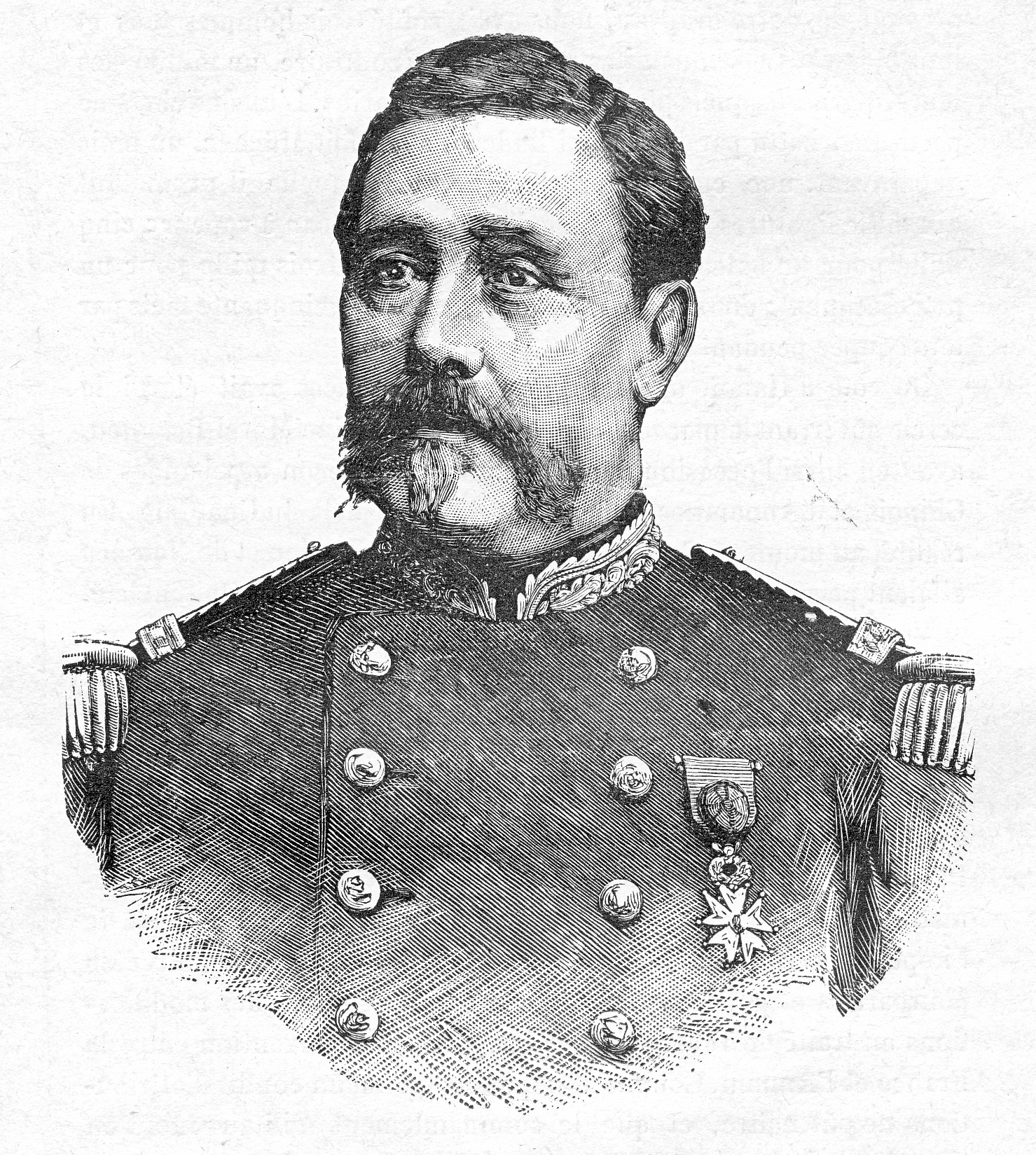
알렉상드르 외젠 부에 장군 (1833–87)
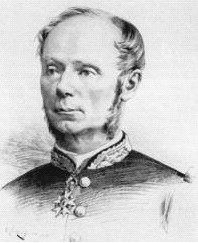
아나톨 아메데 쿠르베 제독 (1827–85)
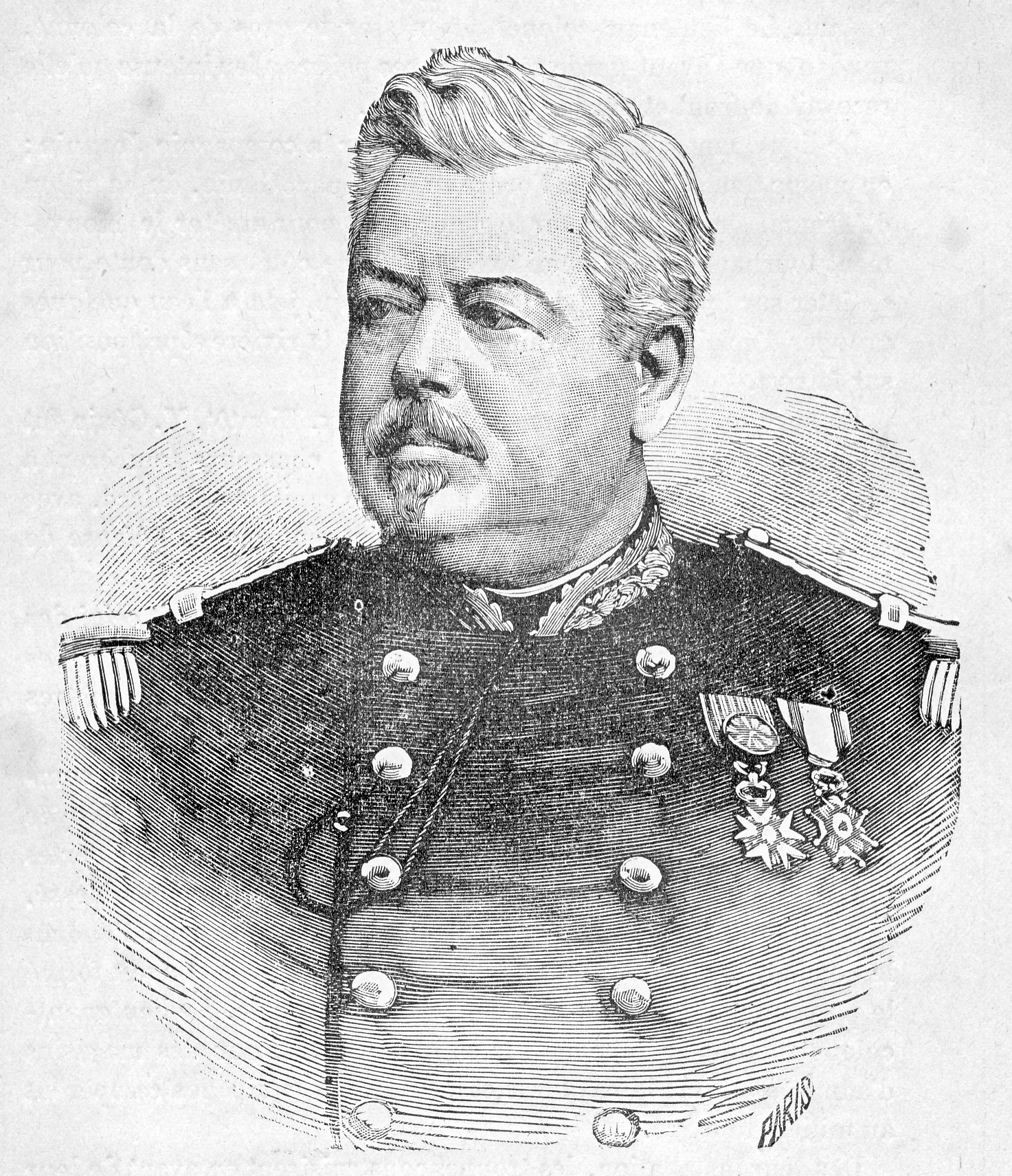
샤를 테오도르 밀로 장군 (1829–89)
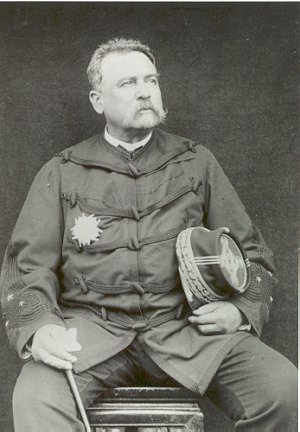
루이 브리에르 드 리즐 장군 (1827–96)
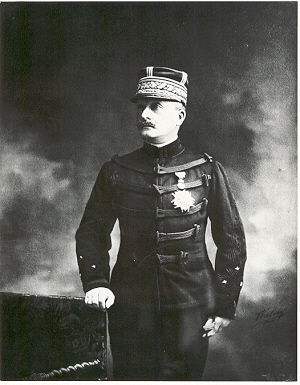
프랑수아 드 네그리에 장군 (1839–1913)
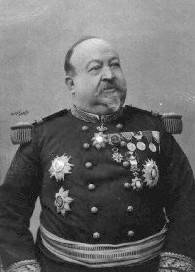
로랑 조바니넬리 대령 (1839–1903)
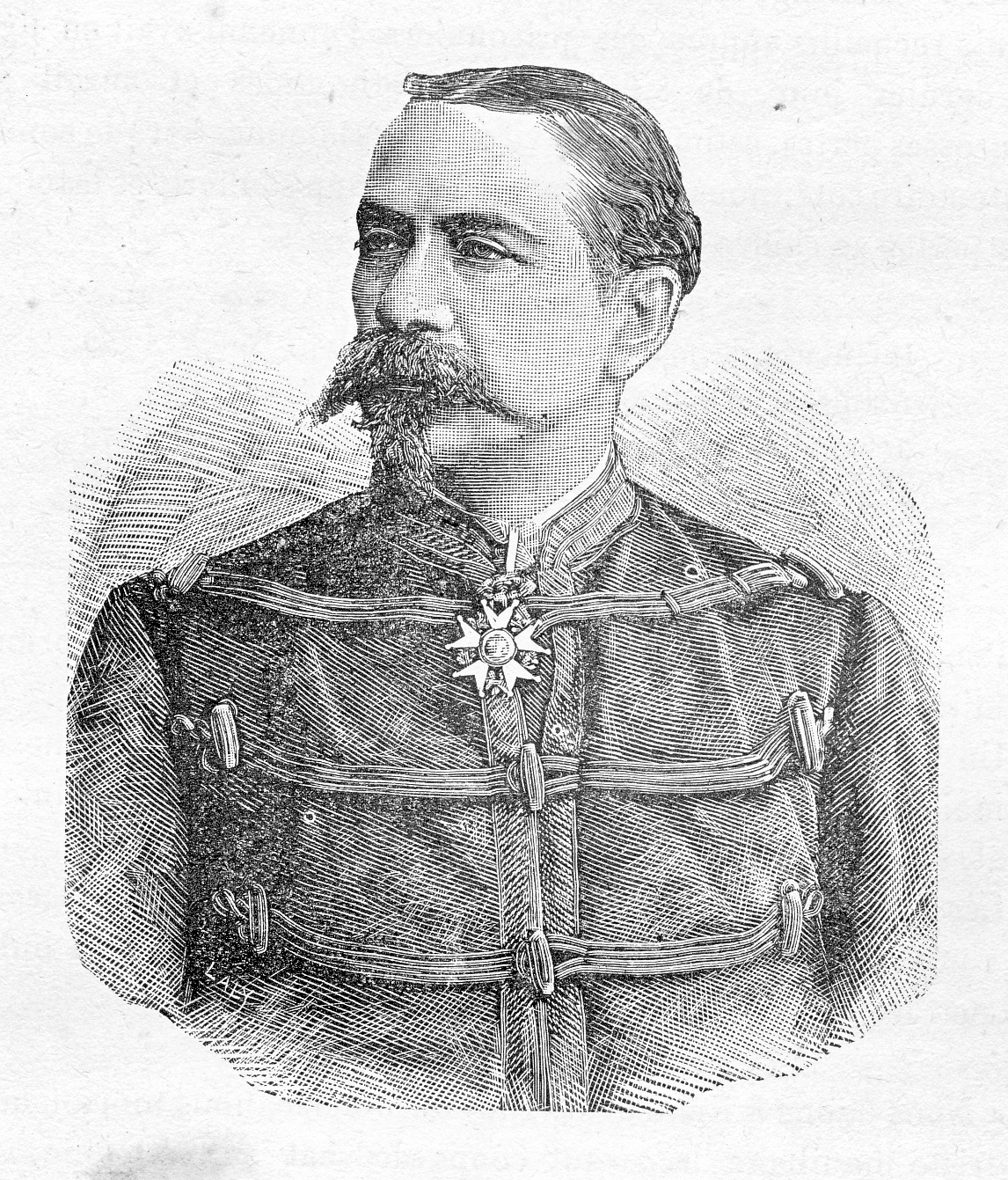
필리페 마리 앙리 뤼셀 드 쿠시 장군(1827–1887)

## 문학 작품
- 《용의 전쟁 1885》(龙之战), 2017년, 가오펑 감독

1885년, 프랑스군의 위협을 받은 청나라는 은퇴한 조정 관리인 70세의 풍자재에게 도움을 요청한다. 진남관 전투 등을 통해 프랑스군과 맞서기 위해 노력하는 풍자재의 활약을 그린 영화

## 참고자료
- Armengaud, J. L., Lang-Son: journal des opérations qui ont précédé et suivi la prise de cette citadel (Paris, 1901)
- Duboc, E., Trente cinq mois de campagne en Chine, au Tonkin (Paris, 1899)
- Dukay, P., Les héros de Tuyen-Quan (Paris, 1933)
- Fourniau, C., Annam–Tonkin 1885–1896: lettrés et paysans vietnamiens face à la conquête coloniale (Paris, 1989)
- Huard, La guerre du Tonkin (Paris, 1887)
- Huguet, L., En colonne: souvenirs de l'Extrême-Orient (Paris, 1888)
- Lecomte, J., Lang-Son: combats, retraite et négociations (Paris, 1895)
- Loir, M., L'escadre de l'amiral Courbet (Paris, 1886)
- Lung Chang [龍章], Yueh-nan yu Chung-fa chan-cheng [越南與中法戰爭, Vietnam and the Sino-French War] (Taipei, 1993)
- Thomazi, A., Histoire militaire de l'Indochine française (Hanoi, 1931)
- Thomazi, A., La conquête de l'Indochine (Paris, 1934)